# Pittsburgh Post-Gazette
Pittsburgh Post-Gazette (còn gọi tắt là "PG") là nhật báo lớn nhất vùng đô thị Pittsburgh, tiểu bang Pennsylvania, Mỹ. Tờ báo đã thắng nhiều giải Pulitzer kể từ năm 1938.

## Giải thưởng
Tờ Post-Gazette thắng giải Pulitzer vào các năm 1938, 1986, 1987 và 1998. Năm 1997, nhà báo Bill Moushey thắng giải Sự tự do thông tin (Freedom of Information Award) của Câu lạc bộ Báo chí Quốc gia (National Press Club) cho chuỗi bài điều tra về Chương trình Bảo vệ Nhân chứng Liên bang và vào đến chung kết giải Pulitzer.